# Morti nel 1070
| Questa pagina contiene informazioni ricavate automaticamente dalle voci biografiche con l'ausilio del template Bio e di un bot. L'aggiornamento è periodico e automatico e ricostruisce completamente la pagina. Se manca una persona in questa lista, sei pregato di non aggiungerla, ma accertati piuttosto che la sua voce biografica contenga il template Bio e che i dati anagrafici siano correttamente compilati. Se il template Bio manca, inseriscilo tu stesso o, in alternativa, metti l'avviso {{tmp\|Bio}} che ne segnala la mancanza. Se i dati riportati sono sbagliati, correggi direttamente la voce biografica; le modifiche saranno visibili in questa lista entro pochi giorni. Per chiarimenti vedi il progetto biografie. La lista contiene solo le 14 persone che sono citate nell'enciclopedia e per le quali è stato implementato correttamente il template Bio. Pagina aggiornata al 13 gen 2025. |

- 6 marzo - Ulrico I di Carniola, nobile tedesco
- 24 marzo - Aldemaro di Capua, abate e santo italiano (n. 985)
- 6 aprile - Filarete di Calabria, religioso e santo italiano (n. 1020)
- 22 aprile - Ghigo I d'Albon, nobile francese
- 2 giugno - Guido d'Acqui, vescovo cattolico e santo italiano
- 6 luglio - Godeleva, santa belga (n. 1049)
- 17 luglio - Baldovino VI di Fiandra, conte
- 11 agosto - Gerardo di Lorena, conte
- Mariano I di Arborea, re
- Ulrico I di Neuchâtel, nobile e militare svizzero
- Offa di Benevento, badessa italiana
- Yves di Bellême, vescovo normanno
- Ibn Zaydun, poeta arabo (n. 1003)
- Sa'id al-Andalusi, storico, astronomo e matematico arabo (n. 1029)